# Podłużnica
Podłużnica – podłużna część konstrukcji nadwozia samochodu. Element ramy lub nadwozia samonośnego w samochodzie. Nazwa wzięła się od kierunku przebiegu elementu, który biegnie wzdłuż pojazdu. Konstrukcja ramy pojazdu składa się z podłużnic, poprzecznic i elementów wzmacniających. 

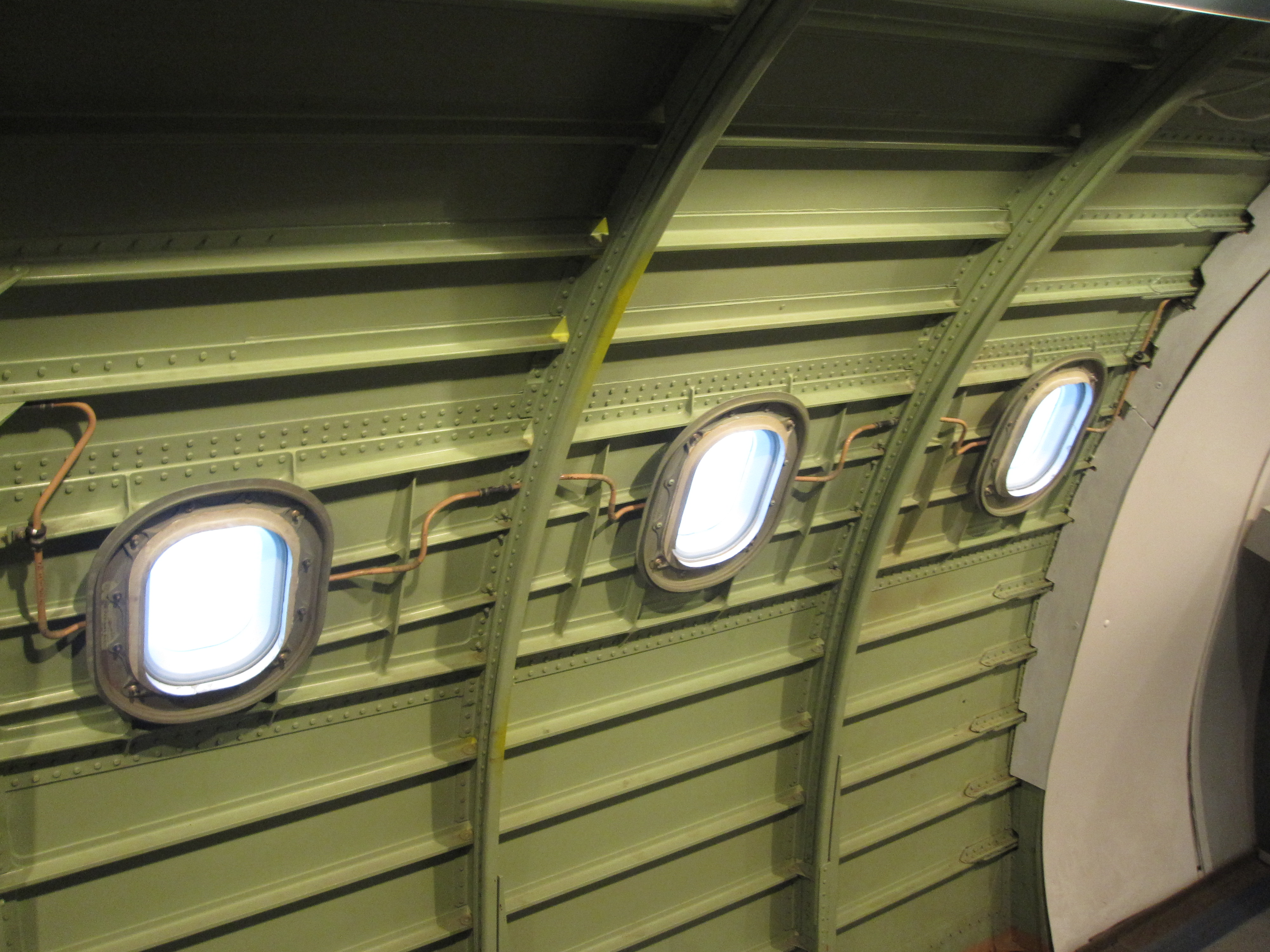
Pokrycie samolotu Concorde – blacha wzmocniona podłużnicami i wręgami

Podłużnice (zwane też podłużniczkami) stosowane są także w samolotach i śmigłowcach. Mają one formę kształtowników o różnorodnych przekrojach przymocowanych od wewnątrz do pokrycia kadłuba lub skrzydła statku powietrznego. Podłużniczki zwiększają sztywność kadłuba (skrzydła) i wykonywane są przeważnie z metali lekkich.

## Rama podłużnicowa
Rama podłużnicowa składa się z dwóch podłużnych stalowych belek, zwanych podłużnicami, powiązanych ze sobą poprzeczkami za pomocą nitów lub spawania. Przekrój podłużnic może być ceowy, skrzynkowy, rurowy lub złożony. Często w celu obniżenia środka ciężkości pojazdu podłużnice ramy są wygięte ku dołowi. Dla wzmocnienia ramy w miejscach połączeń podłużnic z poprzeczkami przyspawane są lub przynitowane specjalne złącza. Szkielet ramy samochodowej jest ponadto wyposażony w dodatkowe elementy: zderzak przedni i tylny, wsporniki do mocowania nadwozia, wsporniki do mocowania silnika itp. 
Ramy podłużnicowe są przeważnie stosowane w samochodach ciężarowych oraz w wielu autobusach i samochodach osobowych.